# 逆行者 (馬來西亞電視劇)
《逆行者》（英語：Turning Point 2），新傳媒製作 (馬來西亞) 有限公司拍攝製作的時裝電視劇，由李洺中、梁祖仪、陈俐杏、李伟燊、朱浩仁、谢承伟、萧丽玲、林佩琦领衔主演。

## 播出时间

### 首播
| 频道     | 所在地   | 播放日期      | 播出時间                 |
| -------- | -------- | ------------- | ------------------------ |
| 八度空间 | 马来西亚 | 2019年8月19日 | 星期一至四 21:30 - 22:30 |
| ntv7     | 马来西亚 | 2019年9月3日  | 星期一至五 23:00 - 00:00 |
| Tonton   | 马来西亚 | 2022年12月1日 | 更新一集，重温节目       |

### 重播
| 频道     | 所在地   | 播放日期      | 播出時间                 |
| -------- | -------- | ------------- | ------------------------ |
| 八度空间 | 马来西亚 | 2021年6月26日 | 星期六至日 09:30 - 10:30 |

## 故事概要
故事讲述5年前，一個突如其來的交通意外，改變了各個角色人物的命運。交通意外案子唯一幸存者譚子淇（梁祖儀 飾演）以及坐了5年冤獄的嫌犯劉瑾言（李洺中 飾演）發現案子並不簡單，一起共同聯手追查每個死者的過去，還原整個車禍的真相，找出真正兇手。

## 演员阵容

### 主要演员
| 演员            | 角色          | 介绍 |
| 李洺中          | 刘谨言        | 余桂晴之子 刘心怡之哥哥 方安莹之前夫 刘冬冬之養父 谭子淇、贾正伟之敌人，后为其好友并一起追查当年车祸的真相 為人不顧別人感受，蕭張 于第5集无罪释放 于第9集得知刘心怡曾被掳走以及方安莹见死不救，因过度激动企图伤害方安莹而被贾正伟逮捕 于第10集与谭子淇设局让王凯玲露出真面目，后将其带往天台质问 于第11集因王凯玲在跳楼自杀前撤下其外套纽扣而被警方怀疑为杀害王凯玲之凶手 于第15集设局让殷兆田承认杀害方安莹 于第23集为救刘冬冬而被柯敏儿威胁用Ethan来交换刘冬冬，打晕贾正伟等人掳走Ethan交给柯敏儿而间接导致其意外身亡 于第25集被警方怀疑杀害简慧珊，实则被陈立宏栽赃嫁祸 |
| 梁祖仪          | 谭子淇        | 知名DJ 徐永健之女友 简慧珊之好友 赵嘉贤之病患，后为其女友 姚智勇之辅导员 Heidi之下属 视刘谨言为当年车祸的行凶者而与他为敌，后发现刘谨言被冤枉而成为其好友并一起追查当年车祸的真相 于第2集被赵嘉贤催眠而导致误认刘谨言为车祸凶手 于第7集险被王凯玲推下楼，后被赵嘉贤所救 于第12集恢复记忆，并想起徐永健是为了救自己而被杀害 于第13集被赵嘉贤催眠而导致误会徐永健与简慧珊有染 于第18集被赵嘉贤强喂安眠药陷入昏迷，后被赵嘉贤送入医院 于第19集苏醒 于第19集险被柯敏儿开车撞死，后被赵嘉贤所救 于第19集被赵嘉贤假意伤害，后被贾正伟所救 于第21集得知徐永健临死前曾订了飞往纽西兰的机票 于第22集险被柯敏儿杀害，后被刘谨言所救 于第25集怀疑陈立宏与杀害徐永健、简慧珊有关，并设局试探其 |
| 陈俐杏          | 简慧珊        | Jessie 谭子淇之好友 贾正伟之暧昧对象 徐永健之好友并暗恋其 陈立宏之前女友兼好友 吕思嘉之情敌 于第5集成功替刘谨言翻案并无罪释放 于第6集辞职，并当起了殷兆田之法律顾问 于第9集怀疑王凯玲之身分 于第10集被赵嘉贤绑架，后被其释放 于第14集为了让谭子淇放下徐永健而欺骗其曾和徐永健交往 于第17集险被李富星毒死 于第19集险被柯敏儿杀害，后被赵嘉贤所救 于第23集被柯敏儿告知陈立宏曾经收取贿赂 于第24集调查陈立宏受贿一事，并发现此事与徐永健有关 于第24集被陈立宏杀害 |
| 李伟燊          | 贾正伟        | 警察 贾英达之子 為人態度囂張，衝動，一位又廢又沒用又沒腦的警察 简慧珊之暧昧对象 郭奕飞之上司兼好友 针对刘谨言并视其为连环车祸之真凶，后发现误会了他并和他一起调查当年车祸的真相 于第15集设局逮捕殷兆田 于第16集发现连环车祸与柯敏儿性侵案有关 于第20集阻止赵嘉贤杀害谭子淇并将其救起 于第21集因赵嘉贤被枪杀而被视为失职而被停职 于第22集发现吕思嘉之骸骨 于第23集发现柯敏儿囚禁刘冬冬的地方并将其救起 于第24集因赵嘉贤被枪杀事件而引咎辞职 |
| 朱浩仁          | 赵嘉贤        | 原名李明浩，昵称阿浩 心理医生 谭子淇之心理医生，后为其男友 柯敏儿之前男友 于8年前替柯敏儿弃钱敬尧之尸体 于5年前囚禁刘心怡被其逃脱，在阻止其逃脱时误杀其，后将其弃尸于大海 于第2集在催眠谭子淇的过程中误导其认为刘谨言为车祸凶手 于第7集救起被王凯玲推下楼的谭子淇 于第10集绑架简慧珊，后将其释放 于第19集为阻止柯敏儿杀害简慧珊故意支开其 于第19集假意掳走谭子淇并假意欲杀害其，实则布局让自己被警方逮捕 于第20集自首，并替柯敏儿顶下所有的罪 于第21集被梁爱明枪杀 (登場集數：第1-10集, 第12-21集) |
| 谢承伟          | 陈立宏        | Alfred 杀害徐永健之真凶 吕思嘉之夫 Ethan之父 简慧珊之前男友兼好友 徐永健、谭子淇之好友 于5年前 于第24集谋杀简慧珊並限害刘谨言 于第25集被警方逮捕 |
| 洪紫涵 (整容前) | 柯敏儿/吕思嘉 | Scarlett、花痴妹 连环车祸之真凶 陈立宏之妻 Ethan之母 简慧珊之情敌 于13年前因何耀辉见死不救而被钱敬尧性侵，原已振作回到校园却被许文茜恶意造谣而跳海自杀，后被赵嘉贤救起 于13年前故意接近吕思嘉并在取得其信任后将其杀害，整容成其模样后取代其身份 于8年前杀害钱敬尧，并要求赵嘉贤替其弃尸 于6年前指使王凯玲杀害何耀辉 于5年前故意破坏袁添明的车而导致连环车祸发生 于5年前在破坏袁添明的车时被刘心怡看见而将其打晕带走 于第19集企图杀害简慧珊和谭子淇，后因赵嘉贤破坏而失败 于第22集企图杀害谭子淇，后因刘谨言出现而失败 于第23集告诉简慧珊陈立宏曾经受贿一事 于第23集掳走刘冬冬并威胁刘谨言带Ethan来与东东交换 于第23集发生车祸而导致失明 于第23集被警方逮捕                         |
| 萧丽玲 (整容後) | 柯敏儿/吕思嘉 | Scarlett、花痴妹 连环车祸之真凶 陈立宏之妻 Ethan之母 简慧珊之情敌 于13年前因何耀辉见死不救而被钱敬尧性侵，原已振作回到校园却被许文茜恶意造谣而跳海自杀，后被赵嘉贤救起 于13年前故意接近吕思嘉并在取得其信任后将其杀害，整容成其模样后取代其身份 于8年前杀害钱敬尧，并要求赵嘉贤替其弃尸 于6年前指使王凯玲杀害何耀辉 于5年前故意破坏袁添明的车而导致连环车祸发生 于5年前在破坏袁添明的车时被刘心怡看见而将其打晕带走 于第19集企图杀害简慧珊和谭子淇，后因赵嘉贤破坏而失败 于第22集企图杀害谭子淇，后因刘谨言出现而失败 于第23集告诉简慧珊陈立宏曾经受贿一事 于第23集掳走刘冬冬并威胁刘谨言带Ethan来与东东交换 于第23集发生车祸而导致失明 于第23集被警方逮捕                         |

### 其他演员
| 演员   | 角色   | 介绍 |
| 陈立扬 | 徐永健 | 辅导员 谭子淇之男友 简慧珊之好友并被其暗恋 陈立宏之好友，后发现到陈立宏涉及贪污 于5年前被陈立宏杀害 车祸死者之一 已逝世 (演出第1-4集, 第6-7集, 第12-14集, 第18-19集, 第24-25集)                                                                       |
| 盛天俊 | 姚智勇 | 姚智明之弟弟 谭子淇之辅导对象 企图杀害刘谨言，后失败 于第5集企图枪杀刘谨言，后被谭子淇阻止 于第6集被王凯玲杀害 (演出第1-3集, 第5-6集, 第10集, 第23集)                                                                                                 |
| 郭秀文 | 王凯玲 | April 赵嘉贤之儿时玩伴并暗恋其 简慧珊之下属 于6年前（2012年） 于第6集杀害姚智勇 于第7集企图把谭子淇推下楼并嫁祸给刘谨言，后被赵嘉贤发现并阻止 于第10集企图杀害谭子淇并制造为其自杀，后被刘谨言发现并阻止，最后跳楼自杀 (演出第1-11集, 第20集, 第23集) |
| 梅静萱 | 王凯玲 | April 赵嘉贤之儿时玩伴并暗恋其 简慧珊之下属 于6年前（2012年） 于第6集杀害姚智勇 于第7集企图把谭子淇推下楼并嫁祸给刘谨言，后被赵嘉贤发现并阻止 于第10集企图杀害谭子淇并制造为其自杀，后被刘谨言发现并阻止，最后跳楼自杀 (演出第1-11集, 第20集, 第23集) |
| 林佩琦 | 方安莹 | 刘谨言之前妻 刘冬冬之母 高圣远之情妇 为救刘谨言而答应做殷兆田之女友 于第14集被殷兆田误杀 |
| 徐玉萍 | 余桂晴 | 刘谨言、刘心怡之母 刘冬冬无血缘关系之奶奶 |
| 萧丽玲 | 吕思嘉 | 性格内向孤僻 被柯敏儿刻意接近并在取得信任后被其杀害，并被其占用身份 |
| 刘益行 | 廖家聪 | 廖广隆之子 患有轻微弱智 被殷兆田买凶杀害 |
| 刘铨盛 | 高圣远 | 梁爱明之夫 方安莹之外遇对象 车祸死者之一 已逝世 |
| 蔡子洋 | 李富星 | Uncle Lee 李富美之弟弟 柯敏儿之舅舅 于第17集企图毒死简慧珊，后失败 于第18集被柯敏儿毒死 |
| 周力文 | 郭奕飞 | 贾正伟之下属 |
| 张水发 | 殷兆田 | 方安莹之男友 刘谨言之前雇主 于第13集因买凶杀害廖家聪而被廖广隆袭击 于第14集因方安莹拒绝其求婚而误杀其 于第15集被逮捕 于第16集认罪 |
| 高家勇 | 钱敬尧 | 柯敏儿之同学并强暴其 何耀辉、许文茜、贾正伟之同学 因性侵柯敏儿而被判坐牢5年 于8年前 |
| 陈群英 | 何耀辉 | 柯敏儿、钱敬尧、许文茜、贾正伟之同学 发现柯敏儿被钱敬尧强暴却见死不救，后因良心不安而向父母坦诚并报警 于6年前（2012年）被王凯玲灌醉后杀害，并被佯装为生意失败吞安眠药自杀                                                                             |
| 郑雨萍 | 许文茜 | 袁添明之妻 于13年前因恶意造谣而导致柯敏儿跳海自杀 车祸死者之一 已逝世 |
| 卢政扬 | 高远阳 | 高圣远、梁爱明之子 车祸死者之一 已逝世 |
| 周勉含 | 刘心怡 | 刘谨言之妹妹 于5年前被袁添民性侵 于5年前被赵嘉贤误杀 尸体不知在何处 |
| 陈贵川 | 袁添明 | 许文茜之夫 刘谨言之敌人 于5年前性侵刘心怡 车祸死者之一 已逝世 |
| 曾颖宣 | 刘冬冬 | 高圣远、方安莹之女 刘谨言无血缘关系之女 曾经动过肾脏移植手术 于第23集被吕思嘉绑架，并用来要挟刘谨言带Ethan与她交换 |
| 涂恺哲 | Ethan  | 陈立宏、吕思嘉之子 于第23集发生车祸，送院抢救后不治，逝世 |
| 魏幽兰 | 李富美 | |
|        | 姚智明 | 姚智勇之哥哥 车祸死者之一 已逝世 |
|        | 小男孩 | 袁添明、许文茜之子 车祸死者之一 已逝世 |
| 演琳   | 梁爱明 | 高圣远之妻 高远阳之母 患有严重忧郁症 于第21集枪杀赵嘉贤 |

## 軼事
- 此劇在2017年12月1日正式開鏡拍攝。
- 此劇为新傳媒製作 (馬來西亞) 有限公司的最后第二部电视剧，因为新传媒私人有限公司已撤离马来西亚市场。

## 电视节目的变迁
- 关于马来西亚华语电视剧和电视电影列表，参见首要媒体剧集列表。

| 马来西亚 八度空间 原创强档 星期一至四 21:30 - 22:30 9月30日 暂停播映 | 马来西亚 八度空间 原创强档 星期一至四 21:30 - 22:30 9月30日 暂停播映                                                  | 马来西亚 八度空间 原创强档 星期一至四 21:30 - 22:30 9月30日 暂停播映 |
| -------------------------------------------------------------------- | --- | -------------------------------------------------------------------- |
|                                                                      | 逆行者 （2019.08.19 - 2019.10.01） P13                                                                                |                                                                      |
| PTU機動部隊 （2019.06.26 - 2019.08.15）                              | 2019中国好声音第十三期之鳥巢冲刺夜 （2019.09.30）你那邊怎樣·我這邊OK （台湾篇和新加坡篇） （2019.10.02 - 2019.12.10） |                                                                      |
| 星期六至日 09:30 - 10:30                                             | |                                                                      |
| 大明风华                                                             | 逆行者 （重播） （2021.06.26 - 2021.09.18） P13                                                                       | 师出名门 （重播） (2021.09.19 - 2022.01.01)                          |

| 马来西亚 ntv7 （重播） 星期一至五 23:00 - 00:00       | 马来西亚 ntv7 （重播） 星期一至五 23:00 - 00:00 | 马来西亚 ntv7 （重播） 星期一至五 23:00 - 00:00 |
| ----------------------------------------------------- | ----------------------------------------------- | ----------------------------------------------- |
|                                                       | 逆行者 （2019年9月3日一2019年10月7日）          |                                                 |
| 我的非一般岳母 （重播） （2019年8月6日—2019年9月2日） | （重播） （2019年10月8日一2019年11月）          |                                                 |